# Fernando Zunzunegui
Fernando Zunzunegui Rodríguez (Vigo, Pontevedra, España, 5 de octubre de 1943 - 28 de agosto de 2014), fue un futbolista español. Jugaba de defensa.

## Clubes
| Club                    | País   | Año         | Partidos | Goles |
| ----------------------- | ------ | ----------- | -------- | ----- |
| Celta de Vigo           | España | 1962 - 1965 | 63       | 3     |
| Real Madrid CF          | España | 1966 - 1974 | 112      | 4     |
| Levante Unión Deportiva | España | 1974        | 24       | 0     |

## Palmarés
- 4 ligas con el Real Madrid en el año 1967, 1968, 1969 y 1972.
- 1 Copa del Rey con el Real Madrid en el año 1970.